# فوسفيد الألومنيوم والغاليوم
 فوسفيد الألمنيوم والغاليوم  (AlGaP) هي مادة شبه موصلة، وهي سبيكة تتألف من كل من فوسفيد الألومنيوم وفوسفيد الغاليوم.
تستخدم في صناعة الديودات المشعة للضوء الأخضر.